# Delina nigriceps
Delina nigriceps är en tvåvingeart som först beskrevs av Becker 1894.  Delina nigriceps ingår i släktet Delina och familjen kolvflugor. Inga underarter finns listade i Catalogue of Life.